# Ifconfig
L'ordre UNIX ifconfig (de interface configurator, configurador d'interfícies) serveix per configurar i controlar interfícies de xarxa TCP/IP des de la línia d'ordres. L'ifconfig va aparèixer originalment el 4.2BSD com a part de la suite TCP/IP de BSD — així que formava part de les eines originals d'internet.
Els usos habituals de l'ifconfig inclouen configurar l'adreça IP d'una interfície i la seva màscara de xarxa, i deshabilitar o habilitar una certa interfície. A l'arrencada, moltes distribucions tipus UNIX inicialitzen les seves interfícies de xarxa amb «shell-scripts» que criden l'ifconfig.

## Exemple de sortida de l'ifconfig
El següent diàleg mostra el resultat de demanar l'estat actual d'una interfície activa en dues màquines, eth0 en un sistema basat en Linux i ural0 en una OpenBSD.
```
eth0 Link encap:Ethernet HWaddr 00:0F:20:CF:8B:42
inet addr:217.149.127.10 Bcast:217.149.127.63 Mask:255.255.255.192
UP BROADCAST RUNNING MULTICAST MTU:1500 Metric:1
RX packets:2472694671 errors:1 dropped:0 overruns:0 frame:0
TX packets:44641779 errors:0 dropped:0 overruns:0 carrier:0
collisions:0 txqueuelen:1000
RX bytes:1761467179 (1679.8 Mb) TX bytes:2870928587 (2737.9 Mb)
Interrupt:28
```

```
ural0: flags=8843<UP,BROADCAST,RUNNING,SIMPLEX,MULTICAST> mtu 1500
lladdr 00:0d:0b:ed:84:fb
media: IEEE802.11 DS2 mode 11b hostap (autoselect mode 11b hostap)
status: active
ieee80211: nwid ARK chan 11 bssid 00:0d:0b:ed:84:fb 100dBm
inet 172.30.50.1 netmask 0xffffff00 broadcast 172.30.50.255
inet6 fe80::20d:bff:feed:84fb%ural0 prefixlen 64 scopeid 0xa
```

## Estat actual
Els sistemes operatius lliures tipus UNIX de Berkeley Software Distribution (NetBSD, OpenBSD, i FreeBSD) continuen desenvolupant activament l'ifconfig i estenent les seves funcionalitats per cobrir la configuració d'interfícies de xarxes sense fils, entre d'altres.
En distribucions de Linux basades en els nuclis 2.2.x, l'ifconfig, ipchains, i l'ordre route operaven juntes per connectar un ordinador a una xarxa, per definir rutes entre xarxes, i per configurar firewalls. L'ifconfig es guarda a vegades al directori /sbin. Les distribucions basades en nuclis més moderns han desaprovat l'ús de l'ifconfig, route, i ipchains, substituint-los per iptables i iproute2. L'iproute2 inclou suport per tot el que feien l'ifconfig(8) i route(8), així com control del tràfic. L'ifconfig per a Linux forma part del paquet net-tools.

## Eines relacionades
Versions de Microsoft Windows des de Windows 95 a Windows Me feien servir winipcfg per a mostrar gràficament l'estat actual de la informació IP. L'ipconfig, una ordre similar a l'ifconfig, s'utilitza en els sistemes operatius de Microsoft basats en el nucli Windows NT. L'ipconfig també controla el client DHCP del Windows.
En el Mac OS X, l'ifconfig funciona com un embolcall per a l'«IPConfiguration agent», i pot controlar els clients BootP i DHCP des de la línia d'ordres. L'ús de l'ifconfig per a modificar les opcions de la xarxa en el Mac OS X està desaconsellat, perquè aquest opera per sota del nivell dels frameworks del sistema que ajuden a controlar la configuració de la xarxa. Per canviar les opcions de xarxa en el Mac OS X des de la línia d'ordres, es fa servir /usr/sbin/ipconfig o /usr/sbin/networksetup.
L'iwconfig, que va prendre el no de l'ifconfig, interfícies de xarxa inalàmbiques fora de l'abast original de l'ifconfig de Linux. L'iwconfig configura opcions específiques com l'SSID de la xarxa i les claus de xifratge WEP, i funciona conjuntament amb l'iwlist. Linux també inclou iwspy, per llegir el senyal, soroll i qualitat d'una connexió sense fils.
Altres eines relacionades per configurar adaptadors Ethernet són: ethtool, mii-tool, i mii-diag per a Linux; i show-link per a Solaris.